# Бакланниковское сельское поселение
Бакланниковское сельское поселение — муниципальное образование в Семикаракорском районе Ростовской области. 
Административный центр поселения — хутор Бакланники.

## Административное устройство
В состав Бакланниковского сельского поселения входят:
- хутор Бакланники;
- посёлок Вершинный;
- посёлок Нижний Саловск.

## Население
| 2010  | 2012  | 2013  | 2014  | 2015  | 2016  | 2017  |
| ----- | ----- | ----- | ----- | ----- | ----- | ----- |
| 3213  | ↘3137 | ↘3094 | ↘3027 | ↘2994 | ↘2950 | ↘2929 |
| 2018  | 2019  | 2020  | 2021  |       |       |       |
| ↘2908 | ↘2876 | ↘2867 | ↗2871 |       |       |       |